# Amazon Tall Tower Observatory
L'Amazon Tall Tower Observatory (en français : Observatoire sur Grande Tour en Amazonie) ou ATTO est une tour d'observation scientifique installée dans la forêt amazonienne mesurant 325 mètres. Le site est situé à environ 150 kilomètres au nord-est de Manaus,. Son rôle est de collecter des informations sur le climat, la quantité d'aérosols et de gaz à effet de serre autour d'elle.

## Histoire
Le projet germano-brésilien est initié en 2009. Une première tour de 80 mètres de hauteur est érigée en 2012 permet de faire des relevés météorologiques et des mesures de gaz. La construction de la tour principale commence en 2014 pour s'achever en 2015.